# Matheus Cunha
Matheus Cunha, né le 27 mai 1999 à João Pessoa, est un footballeur international brésilien qui évolue au poste d'attaquant à Manchester United.

## Biographie

### Carrière en club

#### FC Sion (2017-2018)
En juin 2017, le Football Club Sion, pensionnaire de Super League en Suisse, recrute Matheus Cunha, tout juste âgé de 18 ans. L’attaquant, formé au Coritiba Foot Ball Club au Brésil, s’engage alors avec le club valaisan pour une durée contractuelle de quatre saisons.
Cunha joue son premier match professionnel le 27 juillet 2017, lors d'une rencontre du troisième tour des qualifications pour l'Europa League. Sion s'incline 3-0 en Lituanie, contre le FK Sūduva.
Cunha fait ensuite ses débuts en championnat professionnel le 10 août 2017 lors d'une défaite 2-0 contre le FC Zurich où il est titularisé au poste d'ailier droit. Il marque son premier but professionnel deux semaines plus tard, le 27 août 2017, lors de son deuxième match, buteur dès son entrée en jeu à la mi-temps contre Bâle. Matheus Cunha délivre ensuite une passes décisive lors de la journée suivante.
Cunha reste ensuite muet jusqu'à la 10ème journée et un but contre Lausanne le week-end suivant, il délivre une passe décisive et alterne ainsi lors des deux journées suivantes. Le 11 mars 2018, il marque un but et délivre une passe décisive face au FC Thoune, performance qu'il réitérera face à Bâle le 22 mars 2018.
Cunha marque son premier triplé lors de la dernière journée de championnat le 19 mai 2018 face au FC Thoune.

#### RB Leipzig (2018-2020)
Matheus Cunha rejoint officiellement le RB Leipzig le 24 juin 2018, il signe un contrat jusqu'en juin 2023, le transfert s'élève à plus de 15 millions d'euros.

#### Hertha Berlin (2020-2021)
Le 31 janvier 2020, il rejoint le Hertha Berlin.
Matheus Cunha joue son premier match avec sa nouvelle équipe lors d'un match de championnat le 15 février 2020 face à Paderborn où il est titulaire pendant 83 minutes, lors de ce match il entraîne le défenseur Jamilu Collins à marquer contre son camp.

#### Atlético de Madrid (2021-2023)
Le 25 août 2021, Cunha signe cinq ans à l'Atlético de Madrid pour un montant de 30 millions d'euros.
Cunha joue son premier match le 29 août en remplaçant Thomas Lemar durant un nul 2-2 contre le Villarreal CF en Liga.

#### Wolverhampton Wanderers  (2023-2025)
Le 25 décembre 2022, l'Atlético de Madrid annonce le transfert de Matheus Cunha vers le club anglais de Wolverhampton Wanderers sous la forme d'un prêt avec option d'achat.
Matheus a terminé sa deuxième saison avec de grands progrès et de manière importante entre les deux années. En ce sens, en 2023/2024, il a inscrit 14 buts et délivré huit passes décisives en 36 matchs, toutes compétitions confondues.

### Carrière en sélection
En octobre 2018, il est sélectionné avec les moins de 20 ans du Brésil pour affronter le Chili en double-confrontation, il marque notamment lors de la deuxième rencontre.
Il est sélectionné par André Jardine, entraîneur de l'équipe du Brésil des moins de 23 ans, pour participer au Tournoi Maurice-Revello. Le Brésil remporte finalement la compétition face au Japon et Matheus Cunha finit meilleur buteur avec 4 buts en 5 matchs joués.
Matheus Cunha est appelé pour la première fois en sélection brésilienne afin d'affronter le Pérou et la Bolivie en octobre 2020 à l'occasion des éliminatoires de la Coupe du monde 2022. Il n'était initialement pas appelé mais il remplace Gabriel Jesus, écarté à cause d'une blessure. Cependant, il reste sur le banc pendant l'entièreté des deux rencontres. Il honore sa première sélection le 2 septembre 2021, remplaçant Gabriel Barbosa contre le Chili lors de la 9e journée des éliminatoires de la Coupe du monde 2022 (victoire 0-1).

## Statistiques
| Saison                | Club                           | Championnat           | Championnat | Championnat | Championnat | Coupe(s) nationale(s) | Coupe(s) nationale(s) | Coupe(s) nationale(s) | Supercoupe | Supercoupe | Supercoupe | Compétition(s) continentale(s) | Compétition(s) continentale(s) | Compétition(s) continentale(s) | Compétition(s) continentale(s) | Total | Total | Total |
| Saison                | Club                           | Division              | M.          | B.          | P.d.        | M.                    | B.                    | P.d.                  | M.         | B.         | P.d.       | Comp.                          | M.                             | B.                             | P.d.                           | M.    | B.    | P.d.  |
| 2017-2018             | FC Sion                        | Super League          | 29          | 10          | 6           | 1                     | 0                     | 0                     | -          | -          | -          | C3                             | 2                              | 0                              | 0                              | 32    | 10    | 6     |
| 2018-2019             | RB Leipzig                     | Bundesliga            | 25          | 2           | 0           | 2                     | 1                     | 0                     | -          | -          | -          | C3                             | 12                             | 6                              | 1                              | 39    | 9     | 1     |
| 2019-2020             | RB Leipzig                     | Bundesliga            | 10          | 0           | 1           | 1                     | 0                     | 0                     | -          | -          | -          | C1                             | 2                              | 0                              | 0                              | 13    | 0     | 1     |
| Sous-total            | Sous-total                     | Sous-total            | 35          | 2           | 1           | 3                     | 1                     | 0                     | -          | -          | -          | -                              | 14                             | 6                              | 1                              | 52    | 9     | 2     |
| 2019-2020             | Hertha BSC                     | Bundesliga            | 11          | 5           | 0           | -                     | -                     | -                     | -          | -          | -          | -                              | -                              | -                              | -                              | 11    | 5     | 0     |
| 2020-2021             | Hertha BSC                     | Bundesliga            | 27          | 7           | 4           | 1                     | 1                     | 2                     | -          | -          | -          | -                              | -                              | -                              | -                              | 28    | 8     | 6     |
| 2021-2022             | Hertha BSC                     | Bundesliga            | 1           | 0           | 1           | -                     | -                     | -                     | -          | -          | -          | -                              | -                              | -                              | -                              | 1     | 0     | 1     |
| Sous-total            | Sous-total                     | Sous-total            | 39          | 12          | 5           | 1                     | 1                     | 2                     | -          | -          | -          | -                              | -                              | -                              | -                              | 40    | 13    | 7     |
| 2021-2022             | Atlético de Madrid             | Liga                  | 29          | 6           | 5           | 2                     | 1                     | 0                     | 1          | 0          | 0          | C1                             | 5                              | 0                              | 0                              | 37    | 7     | 5     |
| 2022-2023             | Atlético de Madrid             | Liga                  | 11          | 0           | 2           | 1                     | 0                     | 0                     | -          | -          | -          | C1                             | 5                              | 0                              | 0                              | 17    | 0     | 2     |
| Sous-total            | Sous-total                     | Sous-total            | 40          | 6           | 7           | 3                     | 1                     | 0                     | 1          | 0          | 0          | -                              | 10                             | 0                              | 0                              | 54    | 7     | 7     |
| 2022-2023             | Wolverhampton Wanderers (prêt) | Premier League        | 17          | 2           | 0           | 3                     | 0                     | 1                     | -          | -          | -          | -                              | -                              | -                              | -                              | 20    | 2     | 1     |
| 2023-2024             | Wolverhampton Wanderers        | Premier League        | 32          | 12          | 7           | 4                     | 2                     | 1                     | -          | -          | -          | -                              | -                              | -                              | -                              | 36    | 14    | 8     |
| 2024-2025             | Wolverhampton Wanderers        | Premier League        | 33          | 15          | 6           | 3                     | 2                     | 0                     | -          | -          | -          | -                              | -                              | -                              | -                              | 36    | 17    | 6     |
| Sous-total            | Sous-total                     | Sous-total            | 82          | 29          | 13          | 10                    | 4                     | 2                     | -          | -          | -          | -                              | -                              | -                              | -                              | 92    | 33    | 15    |
| 2025-2026             | Manchester United              | Premier League        | 1           | 0           | 0           | 0                     | 0                     | 0                     | -          | -          | -          | -                              | -                              | -                              | -                              | 1     | 0     | 0     |
| Total sur la carrière | Total sur la carrière          | Total sur la carrière | 226         | 59          | 32          | 18                    | 7                     | 4                     | 1          | 0          | 0          | -                              | 26                             | 6                              | 1                              | 271   | 72    | 37    |

### En sélection
| Années                | Sélection             | Phases finales        | Phases finales | Phases finales | Phases finales | Éliminatoires | Éliminatoires | Éliminatoires | Éliminatoires | Amicaux | Amicaux | Amicaux | Total | Total | Total |
| Années                | Sélection             | Comp.                 | M.             | B.             | P.d.           | Comp.         | M.            | B.            | P.d.          | M.      | B.      | P.d.    | M.    | B.    | P.d.  |
| --------------------- | --------------------- | --------------------- | -------------- | -------------- | -------------- | ------------- | ------------- | ------------- | ------------- | ------- | ------- | ------- | ----- | ----- | ----- |
| 2020                  | Brésil                | -                     | -              | -              | -              | CdM 2022      | -             | -             | -             | -       | -       | -       | 0     | 0     | 0     |
| 2021                  | Brésil                | Copa América 2021     | -              | -              | -              | CdM 2022      | 4             | 0             | 0             | -       | -       | -       | 4     | 0     | 0     |
| 2022                  | Brésil                | Coupe du monde 2022   | -              | -              | -              | CdM 2022      | 2             | 0             | 0             | 2       | 0       | 0       | 4     | 0     | 0     |
| 2023                  | Brésil                | -                     | -              | -              | -              | CdM 2026      | 3             | 0             | 0             | -       | -       | -       | 3     | 0     | 0     |
| 2024                  | Brésil                | Copa América 2024     | -              | -              | -              | CdM 2026      | -             | -             | -             | -       | -       | -       | 0     | 0     | 0     |
| 2025                  | Brésil                | -                     | -              | -              | -              | CdM 2026      | 4             | 1             | 1             | -       | -       | -       | 4     | 1     | 1     |
| Total sur la carrière | Total sur la carrière | Total sur la carrière | 0              | 0              | 0              | -             | 13            | 1             | 1             | 2       | 0       | 0       | 15    | 1     | 1     |

#### Matchs internationaux
Le tableau suivant liste les rencontres de l'équipe du Brésil dans lesquelles Matheus Cunha a été sélectionné depuis le 2 septembre 2021 jusqu'à présent :

#### Buts internationaux
| Buts internationaux de Matheus Cunha | Buts internationaux de Matheus Cunha | Buts internationaux de Matheus Cunha | Buts internationaux de Matheus Cunha | Buts internationaux de Matheus Cunha | Buts internationaux de Matheus Cunha | Buts internationaux de Matheus Cunha | Buts internationaux de Matheus Cunha | Buts internationaux de Matheus Cunha |
| 0                                    | Date                                 | Lieu                                 | Compétition                          | Résultat                             | Adversaire                           | Détail                               | Détail                               | Sél.                                 |
| ------------------------------------ | ------------------------------------ | ------------------------------------ | ------------------------------------ | ------------------------------------ | ------------------------------------ | ------------------------------------ | ------------------------------------ | ------------------------------------ |
| 1er                                  | 26 mars 2025                         | Stade Monumental, Buenos Aires       | Éliminatoire CDM 2026                | 4 - 1                                | Argentine                            | 26e                                  | 2 - 1                                | 13e                                  |

## Palmarès

### En club

#### RB Leipzig
- Finaliste de la Coupe d'Allemagne en 2019

### En sélection nationale

#### Brésil olympique
- Vainqueur du Festival international espoirs  en 2019
- Médaillé d'or aux Jeux olympiques en 2021

### Distinction personnelle
- Meilleur buteur du Festival international espoirs en 2019 (4 buts)